# Mordanschlag von La Défense
Der Mordanschlag von La Défense fand am 25. Mai 2013 in einem Viertel westlich von Paris im Département Hauts-de-Seine statt.

## Hergang der Tat
Der 25-jährige Soldat Cédric Cordier war am 25. Mai 2013 gemeinsam mit zwei weiteren Soldaten des französischen Heeres im Rahmen des Plan Vigipirate uniformiert auf Patrouille im Geschäftsviertel La Défense westlich von Paris. Um 17:54 Uhr wurde er von hinten mit einem Messer angegriffen und durch zwei Stiche schwer am Hals verletzt. Der Angreifer, der vor der Tat in einer Ecke niederkniete und betete, konnte zunächst fliehen.
Cordier wurde mit starken Blutverlusten ins Militärkrankenhaus Percy in Clamart gebracht und zwei Tage später entlassen.

## Nach der Tat
Vier Tage nach der Tat, am Morgen des 29. Mai, wurde der damals 21-jährige Alexandre Dhaussy in La Verrière von der Polizei als Tatverdächtiger festgenommen. Er konnte durch DNA-Spuren auf einer am Tatort gefundenen Plastiktüte über seinen genetischen Fingerabdruck identifiziert werden. Bei der Vernehmung durch die Polizei gestand er die Tat und sagte aus, im Auftrag Allahs gehandelt zu haben. Dhaussy wuchs in Le Perray-en-Yvelines in einer katholischen Familie mit Wurzeln in Réunion auf. Im Alter von 17 Jahren, 7 Jahre vor der Tat, konvertierte er zum Islam.
Am 5. November 2015 wurde er – auf Antrag seines Anwalts – vom Cour d'appel de Paris im Palais de Justice für schuldunfähig befunden. Er leide an einer schweren Depression, sei distanziert von der Realität, zeige eine paranoide Haltung und habe eine psychotische Persönlichkeitsstruktur. Es wird deshalb zu keinem Prozess in der Sache mehr kommen.

## Parallelen zum Mordfall Lee Rigby
Nur drei Tage vor dem Vorfall in La Défense wurde im Londoner Stadtteil Woolwich der britische Soldat Lee Rigby von zwei Männern ermordet. Beide waren britische Staatsbürger und wie Dhaussy zuvor zum Islam konvertiert. Der Mordversuch an Cordier wurde als Nachahmungstat des Mordes in London interpretiert.